# 小行星4920
小行星4920（英語：4920 Gromov）是一颗围绕太阳公转的小行星。1978年8月8日，尼古拉·切爾尼赫在克里米亚发现了此天体。
这颗小行星的绝对星等为209.3986606256435等。